# Fabrizio Guidi
Pour les articles homonymes, voir Guidi.
Fabrizio Guidi, né le 13 avril 1972 à Pontedera, dans la province de Pise en Toscane, est un ancien coureur cycliste italien, devenu ensuite directeur sportif, notamment, à compter de juillet 2016, de l'équipe Cannondale-Drapac.

## Biographie
Fabrizio Guidi passe professionnel en 1995 et remporte la plupart de ses victoires au sprint. En 2005, à l'occasion de la 3e étape du Tour d'Allemagne, il est contrôlé positif à l'EPO, mais est blanchi par la contre-expertise le 21 septembre.
Il réussit à boucler, au moins une fois, les trois grands Tours du circuit professionnel mondial.

## Palmarès

### Palmarès amateur
- 1993
  - Gran Premio Coop Levane
  - Nastro d'Oro
- 1994
  - Coppa Lanciotto Ballerini
  - Grand Prix de la ville de Felino
  - Gran Premio Industria del Cuoio e delle Pelli
  - 3e de Florence-Viareggio

### Palmarès professionnel
- 1995
  - Classement général du Tour du Vaucluse
  - 8e étape du Tour du Portugal
  - 2e du Tour de Pologne
  - 3e du Giro dei Sei Comuni
  - 3e du Grand Prix Mendrisio
- 1996
  - Grand Prix de la côte étrusque
  - Tour du Vaucluse :
    - Classement général
    - 1re, 3e et 5e étapes

  - Grand Prix du canton d'Argovie
  - Tour d'Italie :
    -  Classement par points
    -  Classement intergiro

  - Gran Premio Città di Rio Saliceto e Correggio
  - Trois vallées varésines
  - Grand Prix de l'industrie et du commerce de Prato
  - Tour du Danemark :
    - Classement général
    - 3e étape

  - Giro delle Valli Aretine
  - Tour des Pouilles :
    - Classement général
    - 2e étape

  - 2e du Gran Premio Città di Misano Adriatico
- 1997
  - 3ea étape des Trois Jours de La Panne
  - 4ea étape de la Bicyclette basque
  - 2e et 4e étapes du Tour du Portugal
  - Giro delle Valli Aretine
  - 2e du Giro d'Oro
  - 2e du Gran Premio Industria e Commercio Artigianato Carnaghese
  - 2e du Gran Premio Città di Rio Saliceto e Correggio
  - 3e du Grand Prix de la côte étrusque
- 1998
  - 6e étape des Quatre Jours de Dunkerque
  - Tour d'Espagne :
    -  Classement par points
    - 4e, 8e et 18e étapes
- 1999
  - Grand Prix Pino Cerami
  - 22e étape du Tour d'Italie
  - 4e de Paris-Tours
- 2000
  - 16e étape du Tour d'Italie
  - 1re étape du Tour des Pays-Bas
  - Bruxelles-Izegem
  - 4e étape du Tour de la province de Lucques
  - 2e du Gran Premio Città di Rio Saliceto e Correggio
- 2001
  - 7e étape de Paris-Nice
  - 1re étape du Tour de Romandie
  - 1re étape du Tour de Wallonie
  - 4e de la HEW Cyclassics
- 2002
  - 1re étape du Brixia Tour
  - Florence-Pistoia
- 2003
  - 3e du Trofeo Manacor
- 2004
  - 2e étape du Tour de Wallonie
  - 2e étape du Tour du Danemark
  - 8e de la HEW Cyclassics
- 2005
  - 6e étape du Tour d'Autriche
  - 3e du Tour du Qatar
  - 3e de Tirreno-Adriatico
- 2006
  - 7e étape du Tour d'Autriche
  - Tour de Wallonie :
    - Classement général
    - 2e et 4e étapes

  - 3e étape du Tour de Pologne

### Résultats sur les grands tours

#### Tour de France
2 participations
- 1998 : abandon (6e étape)
- 2003 : 103e

#### Tour d'Italie
6 participations
- 1996 : 62e, vainqueur du  classement par points et du  classement intergiro
- 1998 : hors délai (16e étape)
- 1999 : 64e, vainqueur de la 22e étape, vainqueur du  classement intergiro
- 2000 : 94e, vainqueur de la 16e étape, vainqueur du  classement intergiro
- 2002 : abandon (18e étape)
- 2006 : abandon (18e étape)

#### Tour d'Espagne
5 participations
- 1997 : 84e,  maillot or pendant 1 jour
- 1998 : 63e, du  classement par points et des 4e, 8e et 18e étapes,  maillot or pendant 2 jours
- 1999 : abandon (12e étape)
- 2002 : abandon (15e étape)
- 2003 : 82e

## Distinctions
- Mémorial Gastone Nencini (révélation italienne de l'année) : 1996
- Giglio d'Oro (coureur italien de l'année) : 1996